# 록맨 에그제 (애니메이션)
《록맨 에그제》(ロックマンエグゼシリーズ 록쿠만에그제[*])는 게임보이 어드밴스 록맨 에그제를 배경으로 한 TV 도쿄 계열의 애니메이션이다.
대한민국에서는 2004년에 투니버스에서 방영되었다.

## 등장인물
- 네트 샤인즈
- 록맨
- 라이트 박사
- 와일리 박사
- 메이루
- 롤
- 포르테
- 알렉스
- 거츠맨
- 블루스
- 아이샤
- 고스펠 수령

## 시리즈
- 록맨 에그제 (2002년 3월 4일 ~ 2003년 3월 31일, 전 56화)
- 록맨 에그제 엑세스 (2003년 10월 4일 ~ 2004년 9월 25일, 전 51화)
- 록맨 에그제 스트림 (2004년 10월 2일 ~ 2005년 9월 24일, 전 51화)
- 록맨 에그제 비스트 (2005년 10월 1일 ~ 2006년 4월 1일, 전 25화)
- 록맨 에그제 비스트+ (2006년 4월 8일 ~ 9월 30일, 전 26화)

## 극장판
- 록맨 에그제: 빛과 어둠의 유산 (2005년 3월 12일 공개)

## 주제가
- 오프닝: 바람을 뚫고 나가 - 서지원
- 첫번째 엔딩: Piece of Peace - 정여진
- 2번째 엔딩: Begin the Try - 전영호